# HMS Bridlington (J65)
Pour les autres navires du même nom, voir HMS Bridlington.
Le HMS Bridlington (pennant number J65) est un dragueur de mines de la classe Bangor lancé pour la Royal Navy et qui a servi pendant la Seconde Guerre mondiale.

## Conception
Le Bridlington est commandé le 6 juillet 1939 pour le chantier naval de William Denny and Brothers de Dumbarton en Écosse. La pose de la quille est effectuée le 11 septembre 1939, le Bridlington est lancé le 29 février 1940 et mis en service le 28 septembre 1940.
Une partie de la fabrication de ce navire est sous-traitée au chantier Harland & Wolff Ltd. de Govan (Glasgow) en Écosse.
Il est parrainé par la communauté civile de Bridlington dans le Yorkshire, dans le cadre de la Warship Week (semaine des navires de guerre) en octobre 1941.
La classe Bangor doit initialement être un modèle réduit de dragueur de mines de la classe Halcyon au service de la Royal Navy,. La propulsion de ces navires est assurée par 3 types de motorisation: moteur diesel, moteur à vapeur à pistons et turbine à vapeur. Cependant, en raison de la difficulté à se procurer des moteurs diesel, la version diesel a été réalisée en petit nombre.
Les dragueurs de mines de classe Bangor déplacent 605 tonnes) en charge normale . Ils ont une longueur totale de 49,4 mètres, une largeur de 8,5 mètres et un tirant d'eau de 2,51 mètres. Ce navire est propulsé par d'un moteur diesel B&W 9 cylindres entraînant deux arbres d'hélices. Le moteur développe une puissance de 2 000 chevaux-vapeur (1 500 kW) et atteint une vitesse maximale de 16 nœuds (30 km/h).
Leur manque de taille donne aux navires de cette classe de faibles capacités de manœuvre en mer, qui seraient même pires que celles des corvettes de la classe Flower. Les versions à moteur diesel sont considérées comme ayant de moins bonnes caractéristiques de maniabilité que les variantes à moteur alternatif à faible vitesse. Leur faible tirant d'eau les rend instables et leurs coques courtes ont tendance à enfourner la proue lorsqu'ils sont utilisés en mer de face.
Les navires de la classe Bangor sont également considérés comme exigus pour les membres d'équipage, entassant 60 officiers et matelots dans un navire initialement prévu pour un total de 40.

## Histoire

### Seconde Guerre mondiale
Après s'être entraîné, le Bridlington rejoint la 9e flottille de dragage de mines à Scapa Flow. Il participe ensuite au raid de Dieppe et au débarquement de Normandie  sur Juno Beach.
Après avoir été affecté à la Reserve Fleet (Flotte de réserve) en octobre 1945, le Bridlington  est transféré à la Royal Air Force en 1946.

### Après-guerre
Au sein de la Royal Air Force, le navire change de rôle pour devenir une embarcation de sauvetage à longue portée sous le nom de HMAFV Bridlington (HMAFV pour His Majesty's Air Force Vessel).
En octobre 1955, le Bridlington s'est rendu à l'atoll Addu sur l'île de Gan (en), dans l'océan Indien, pour créer une piste d'atterrissage sur l'île.
En avril 1956, il retourne à Plymouth, où il est  mis au rebut en 1958.
Sa plaque et sa cloche ont été récupérées, et sont exposées au Bridlington Harbor Heritage Museum de Bridlington.

### Honneurs de bataille
- DIEPPE 1942
- ENGLISH CHANNEL 1941-43
- NORMANDY 1944

### Commandement
- Lieutenant Commander (Lt.Cdr.) George Mowatt (RNR) du 26 janvier 1941 au 23 mai 1942
- Lieutenant (Lt.) Percival John Stoner (RN) du 23 mai 1942 au 10 septembre 1943
- A/Lieutenant Commander (A/Lt.Cdr.) Grahame Henry Bird (RNVR) du 10 septembre 1943 à fin 1945